# 赵华斌
赵华斌（1980年—），安徽肥西人，武汉大学教授，西藏大学特聘教授。

## 生平
2002年本科毕业于安徽师范大学，2006于安徽师范大学获硕士学位，2009年于中国科学院动物研究所获博士学位，随后在美国密歇根大学做博士后研究。2012年入职武汉大学，现任武汉大学生命科学学院教授、博士生导师，生态学系主任。2022年对口支援西藏大学，任生态环境学院特聘教授。

## 学术贡献
主要从事动物多样性及其分子进化机制研究工作。在PNAS、Current Biology等期刊发表论文20余篇。主持国家自然科学基金优秀青年基金、国家重点研发计划子课题等课题多项。先后入选湖北省“楚天学者计划”特聘教授、教育部“长江学者奖励计划”青年学者项目、国家万人计划青年拔尖人才。